# Pierwsze i ostatnie
Pierwsze i ostatnie – album  zespołu Profanacja wydany w 1994 roku na kasecie. Jest to ostatnie, pożegnalne wydawnictwo przed blisko ośmioletnim zawieszeniem działalności.

## Skład
- Arkadiusz Bąk - śpiew, teksty
- Maciej Jan Kucharski - gitara basowa
- Sławomir Stec - gitara
- Sebastian Wieczorek - perkusja
- Sławomir Kowalski - gitara

## Lista utworów
1. Celuj i pal
2. A może jednak
3. Telewizor
4. Hard Core
5. Wystraszone mózgi
6. Kultura masowa
7. Lęk
8. Mózg
9. Pokolenie
10. Siostra Anna
11. Ewolucja
12. O tym, jak źle za ścianami
13. Bo jeśli tak
14. Pielgrzym